# Scodionyx lepineyi
Scodionyx lepineyi är en fjärilsart som beskrevs av Charles E. Rungs 1943. Scodionyx lepineyi ingår i släktet Scodionyx och familjen nattflyn. Inga underarter finns listade.